# Cue sheet

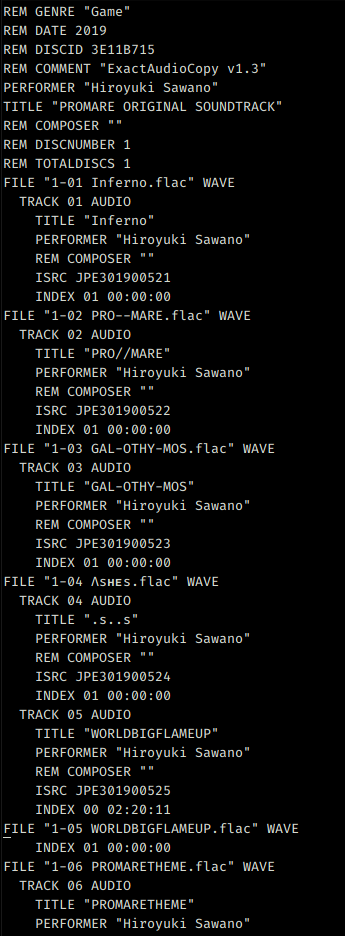
Un ejemplo de archivo CUE, tomado de un ripeo del CD de la banda sonora original de Promare por Hiroyuki Sawano.

Una hoja cue, cue sheet o archivo .cue es un archivo de texto Unicode que especifica cómo se distribuyen las pistas de datos en un disco compacto.
Los archivos cue comúnmente tienen la extensión ".cue", son originalmente usados por el programa CDRWIN para hacer imágenes ISO, y actualmente usados por muchos programas audiovisuales y de grabación de CD, como Nero Burning ROM.
Para un CD audio, la hoja cue puede especificar títulos y autores para el disco, así como los nombres de cada una de las pistas, OGG, MP3, WAV, FLAC, etcétera, y archivos binarios (BIN) son usados generalmente.
Las hojas cue son especialmente usadas para grabar o escuchar discos donde todas las pistas son grabadas en un único archivo que contiene todo el audio, y la hoja cue es la que especifica al reproductor cuándo termina una pista y comienza otra.

## Definiciones
- Title - el nombre de la grabación (ejemplo: Live at the Bassment).
- Performer - artista o DJ.
- Filename - el nombre del archivo específico que contiene el cue sheet al que hace referencia el archivo (ejemplo: liveset.mp3).
- Track - el nombre de la pista de audio.
- Track Times - el comienzo de la pista, expresado en el formato MM:SS:FR (minutos-segundos-frames).
  - Ejemplo: 04:18:12 = minuto 4, 18 segundos, 12 frames.

## Ejemplos
```
 TITLE "Live in Berlin, 1998"
 PERFORMER "Faithless"
 FILE "faithless - live in berlin.mp3" MP3
 TRACK 01 AUDIO
   TITLE "Reverence"
   PERFORMER "Faithless"
   INDEX 01 00:00:00
 TRACK 02 AUDIO
   TITLE "She's My Baby"
   PERFORMER "Faithless"
   INDEX 01 06:42:00
 TRACK 03 AUDIO
   TITLE "Take The Long Way Home"
   PERFORMER "Faithless"
   INDEX 01 10:54:00
 TRACK 04 AUDIO
   TITLE "Insomnia"
   PERFORMER "Faithless"
   INDEX 01 17:04:00
 TRACK 05 AUDIO
   TITLE "Bring The Family Back"
   PERFORMER "Faithless"
   INDEX 01 25:44:00
 TRACK 06 AUDIO
   TITLE "Salva Mea"
   PERFORMER "Faithless"
   INDEX 01 30:50:00
 TRACK 07 AUDIO
   TITLE "Dirty Old Man"
   PERFORMER "Faithless"
   INDEX 01 38:24:00
 TRACK 08 AUDIO
   TITLE "God Is A DJ"
   PERFORMER "Faithless"
   INDEX 01 42:35:00
```

Otro ejemplo, en el que se hace referencia a varios archivos en formato WAV:
```
 REM GENRE "Game"
 REM DATE 2019
 REM DISCID ********
 REM COMMENT "ExactAudioCopy v1.3"
 PERFORMER "Hiroyuki Sawano"
 TITLE "PROMARE ORIGINAL SOUNDTRACK"
 REM COMPOSER ""
 REM DISCNUMBER 1
 REM TOTALDISCS 1
 FILE "1-01 Inferno.flac" WAVE
 TRACK 01 AUDIO
   TITLE "Inferno"
   PERFORMER "Hiroyuki Sawano"
   REM COMPOSER ""
   ISRC JPE301900521
   INDEX 01 00:00:00
 FILE "1-02 PRO--MARE.flac" WAVE
 TRACK 02 AUDIO
   TITLE "PRO//MARE"
   PERFORMER "Hiroyuki Sawano"
   REM COMPOSER ""
   ISRC JPE301900522
   INDEX 01 00:00:00
 FILE "1-03 GAL-OTHY-MOS.flac" WAVE
 TRACK 03 AUDIO
   TITLE "GAL-OTHY-MOS"
   PERFORMER "Hiroyuki Sawano"
   REM COMPOSER ""
   ISRC JPE301900523
   INDEX 01 00:00:00
 FILE "1-04 Λsʜᴇs.flac" WAVE
 TRACK 04 AUDIO
   TITLE ".s..s"
   PERFORMER "Hiroyuki Sawano"
   REM COMPOSER ""
   ISRC JPE301900524
   INDEX 01 00:00:00
 TRACK 05 AUDIO
   TITLE "WORLDBIGFLAMEUP"
   PERFORMER "Hiroyuki Sawano"
   REM COMPOSER ""
   ISRC JPE301900525
   INDEX 00 02:20:11
FILE "1-05 WORLDBIGFLAMEUP.flac" WAVE
   INDEX 01 00:00:00
FILE "1-06 PROMARETHEME.flac" WAVE
 TRACK 06 AUDIO
   TITLE "PROMARETHEME"
   PERFORMER "Hiroyuki Sawano"
   REM COMPOSER ""
   ISRC JPE301900526
   INDEX 01 00:00:00
FILE "1-07 BangBangBUR!...n.flac" WAVE
 TRACK 07 AUDIO
   TITLE "BangBangBUR!...n?"
   PERFORMER "Hiroyuki Sawano"
   REM COMPOSER ""
   ISRC JPE301900527
   INDEX 01 00:00:00
FILE "1-08 NEXUS.flac" WAVE
 TRACK 08 AUDIO
   TITLE "NEXUS"
   PERFORMER "Hiroyuki Sawano"
   REM COMPOSER ""
   ISRC JPE301900528
   INDEX 01 00:00:00
FILE "1-09 BAR2tsuSH.flac" WAVE
 TRACK 09 AUDIO
   TITLE "BAR2tsuSH"
   PERFORMER "Hiroyuki Sawano"
   REM COMPOSER ""
   ISRC JPE301900529
   INDEX 01 00:00:00
FILE "1-10 DeusPRO召す.flac" WAVE
 TRACK 10 AUDIO
   TITLE "DeusPRO.."
   PERFORMER "Hiroyuki Sawano"
   REM COMPOSER ""
   ISRC JPE301900530
   INDEX 01 00:00:00
FILE "1-11 fanFAREpiZZA.flac" WAVE
 TRACK 11 AUDIO
   TITLE "fanFAREpiZZA"
   PERFORMER "Hiroyuki Sawano"
   REM COMPOSER ""
   ISRC JPE301900531
   INDEX 01 00:00:00
FILE "1-12 Λsʜᴇs ～RETURNS～.flac" WAVE
 TRACK 12 AUDIO
   TITLE ".s..s ~RETURNS~"
   PERFORMER "Hiroyuki Sawano"
   REM COMPOSER ""
   ISRC JPE301900532
   INDEX 01 00:00:00
 TRACK 13 AUDIO
   TITLE "..ING-RES9"
   PERFORMER "Hiroyuki Sawano"
   REM COMPOSER ""
   ISRC JPE301900533
   INDEX 00 02:23:18
FILE "1-13 燃焼ING-RES9.flac" WAVE
   INDEX 01 00:00:00
FILE "1-14 BAR2NG4女14yoN.flac" WAVE
 TRACK 14 AUDIO
   TITLE "BAR2NG4.14yoN"
   PERFORMER "Hiroyuki Sawano"
   REM COMPOSER ""
   ISRC JPE301900534
   INDEX 01 00:00:00
FILE "1-15 904SITE.flac" WAVE
 TRACK 15 AUDIO
   TITLE "904SITE"
   PERFORMER "Hiroyuki Sawano"
   REM COMPOSER ""
   ISRC JPE301900535
   INDEX 01 00:00:00
FILE "1-16 REG-GIRT.flac" WAVE
 TRACK 16 AUDIO
   TITLE "REG-GIRT"
   PERFORMER "Hiroyuki Sawano"
   REM COMPOSER ""
   ISRC JPE301900536
   INDEX 01 00:00:00
FILE "1-17 RE-0.flac" WAVE
 TRACK 17 AUDIO
   TITLE "RE:0"
   PERFORMER "Hiroyuki Sawano"
   REM COMPOSER ""
   ISRC JPE301900537
   INDEX 01 00:00:00
FILE "1-18 PIROMARE.flac" WAVE
 TRACK 18 AUDIO
   TITLE "PIROMARE"
   PERFORMER "Hiroyuki Sawano"
   REM COMPOSER ""
   ISRC JPE301900538
   INDEX 01 00:00:00
FILE "1-19 Gallant Ones.flac" WAVE
 TRACK 19 AUDIO
   TITLE "Gallant Ones"
   PERFORMER "Hiroyuki Sawano"
   REM COMPOSER ""
   ISRC JPE301900539
   INDEX 01 00:00:00
FILE "1-20 stRE-0ings.flac" WAVE
 TRACK 20 AUDIO
   TITLE "stRE:0ings"
   PERFORMER "Hiroyuki Sawano"
   REM COMPOSER ""
   ISRC JPE301900540
   INDEX 01 00:00:00
 TRACK 21 AUDIO
   TITLE ".-YO!."
   PERFORMER "Hiroyuki Sawano"
   REM COMPOSER ""
   ISRC JPE301900541
   INDEX 00 02:24:22
```

Un ejemplo en caso de discos de datos:
```
 FILE "ImagenCD.bin" BINARY
   TRACK 01 MODE1/2352
     INDEX 01 00:00:00
```